# Teodora Ducena Selvo
Teodora Anna Ducena (Θεοδώρα Δούκαινα, Theodora Anna Dúkena; 1058 - després del 1075) fou una princesa romana d'Orient que fou dogaressa de Venècia com a muller del dux Domènec Selvo.

## Biografia
Nascuda a Constantinoble, Teodora era la segona filla de l'emperador romà d'Orient Constantí X Ducas amb la seva segona muller, Eudòxia Macrembolitissa. Després del 1071 es casà amb Domènec Selvo, dux de Venècia, a qui se li concedí la dignitat de protopròedre per celebrar l'ocasió.
Miquel Psel·los encara l'esmenta com a viva el 1075, així que se suposa que morí més tard. No se sap si tingué fills. No és esmentada en cap altre context.

## Confusió amb Maria Argiropulina
Pere Damià, bisbe cardenal d'Òstia, escrigué sobre una princesa romana d'Orient que, segons ells, tenia uns gustos escandalosament luxosos, per la qual cosa hauria patit una mort horrible com a càstig diví. Com que Damià no en dona el nom, des de la seva mort el 1072, aquesta princesa fou identificada com la muller de Domènec Selvo pels cronistes venecians posteriors, incloent-hi Andreu Dandolo i Marí Sanuto el Jove), així com per diversos autors moderns. Tanmateix, com que l'obra en qüestió de Damià data de voltants del 1059, probablement es refereix a Maria Argiropulina, que havia perit mig segle abans.